# Hiparí (fill de Dió)
Hipparí (en llatí Hipparinus, Ἱππαρῖνος) fou un siracusà fill de Dió de Siracusa.
Quan Dió va abandonar Sicília, Hipparí amb Àrete de Siracusa l'esposa de Dió i la germana d'aquest van caure en mans de Dionís el Jove i romania a les seves mans quan Dió va tornar i va assetjar al tirà a la ciutadella d'Ortígia (356 aC). Per aquesta circumstància Dionís va poder iniciar converses secretes amb Dió, que no van portar a cap resultat. Mentre, Hipparí havia estat privat dels luxes als que estava acostumat i finalment es va suïcidar. Timeu de Tauromènion l'anomena Areteu.